# Sahirne (Stryj)
Sahirne (ukrainisch Загірне; russisch Загорное/Sagornoje, deutsch Gelsendorf) ist ein Dorf im Rajon Stryj in der Ukraine und liegt etwa acht Kilometer nordöstlich der Kreisstadt Stryj. Seit 2020 ist sie Teil der Stadtgemeinde Stryj, vorher war es eine eigenständige Landratsgemeinde.

## Geschichte
Das Musterdorf Gelsendorf wurde 1784 als ein rein deutsch-evangelischer Ort in der Zeit der Josephinischen Kolonisation von Kaiser Joseph II. in Ostgalizien, gegründet. Heute heißt der ukrainische Ort Sahirne (wörtlich übersetzt: „Hinter der Höhe“) und gehört zur Westukraine.

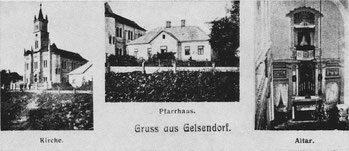
Postkarte mit Bildern aus dem Ort aus der Zeit vor 1918

Nach der ersten Teilung Polens im Jahre 1772 kam Ostgalizien zu Österreich und gehörte bis zum Ende des Ersten Weltkrieges 1919 zum österreichischen Kronland und danach bis zur Umsiedlung 1940 zu Polen.
Das Dorf liegt auf einem fruchtbaren Hügel rechts vom Stryjfluss und hatte vor der Umsiedlung 36 Grundwirtschaften und außerdem 20 Häusler (meist Handwerker). In der Mitte des Dorfes standen die evangelische Kirche mit Pfarrhaus, die evangelische Schule und ein Gasthaus.
Zu Gelsendorf gehörten noch die später von Gelsendorfern gegründete Tochtersiedlung Neu-Oleksice, gelegen vier Kilometer südlich von Gelsendorf mit neun Hausnummern (sieben Grundwirten und zwei Häuslern). Beide Orte bildeten eine politische Gemeinde mit 350 deutschen Einwohnern, zu denen noch über 100 Deutsche gehörten, die in den ukrainischen Nachbardörfern Alt-Oleksice (heute Oleksytschi), Jaroszyce (heute Jaruschytschi/Ярушичі), Komarow (heute Komariw/Комарів), Podhorce (heute Pidhirzi/Підгірці), Daszawa (heute Daschawa) und Juseptycze (heute Jossypowystchi/Йосиповичі) wohnten. Sie alle waren deutsche Gelsendorfer, gehörten zur deutschen evangelischen Pfarrgemeinde Gelsendorf und schickten auch ihre Kinder in die deutsch-evangelische Gelsendorfer Schule. Die Ukrainer aus den Nachbarorten halfen den deutschen Bauern als Tagelöhner bei der Landarbeit.
Bis zum Jahre 1817 war Gelsendorf eine Filialgemeinde von Brigidau (heute Laniwka).
Der erste Seelsorger in der danach selbständigen Pfarrei war Pfarrer Krajzel, es folgten die Pfarrer Lojka und Carl Gustav Zipser. Pfarrer Zipser wurde im Jahre 1886 zum Superintendenten der Evangelischen Superintendentur A. B. Galizien gewählt. Er bekleidete dieses hohe kirchliche Amt bis zu seinem Tode am 10. Juli 1896. Unter seiner Leitung wurde in Gelsendorf eine prächtige Kirche gebaut. Es war die schönste Kirche in den deutschen Siedlungen Galiziens, sie wurde gegen Ende des Krieges 1944 zerstört.
Eine deutsche Schule wurde in Gelsendorf schon bei der Gründung der Siedlung errichtet und war anfangs eine Wanderschule. Die Schule war eine einklassige deutsch-evangelische Privatschule mit Öffentlichkeitsrecht.
Gelsendorf besaß auch ein Postamt, einen Dorfrat, einen gewählten Bürgermeister eine Ortsgruppe des Bundes der christlichen Deutschen in Galizien und eine deutsche Raiffeisenkasse.
Mit der Entdeckung und Förderung von Erdgas ab 1921 wurde Gelsendorf eine der reichsten Gemeinden in Galizien. Auf den umliegenden Feldern der Bauern wurden in den 1920er und 1930er Jahren 10 Erdgasschächte gebaut. Allen Gelsendorfer Bürgern, die am Tage des Vertragsabschlusses mit den Erdgasgesellschaften einen Haushalt besaßen, wurden die Gasleitungen von den Erdgasgesellschaften bis zum Haus kostenlos erstellt, außerdem wurde Erdgas für einen Kochherd, drei Öfen sowie für Licht kostenlos geliefert.
Gelsendorf machte den Eindruck einer aufstrebenden, wohlhabenden deutschen Gemeinde. Jeder Besucher hatte einen wohltuenden Eindruck: breite, saubere Straßen, zu beiden Seiten gut erhaltene Wohn- und Wirtschaftsgebäude, eingebettet in dichten Obstgärten, das Dorf umgeben von fruchtbaren, gepflegten Feldern und Wiesen, überall fleißige, freundliche Leute.
Unter den deutschen Dörfern Galiziens nahm Gelsendorf einen herausragenden Rang ein.
Die deutschen Kolonisten waren in der ersten Hälfte des 19. Jahrhunderts Lehrmeister einer besseren Bodenbewirtschaftung, in der zweiten Hälfte und bis zur Umsiedlung Schrittmacher einer modernen Wirtschaftsweise. Die deutschen Stammsiedlungen hatten bis zur Umsiedlung 1940 in jeder Hinsicht – wirtschaftlich und kulturell – ihre Vorbildfunktion in Ostgalizien, eingebettet und umgeben von ukrainischen Dörfern, nach den Vorstellungen des großen österreichischen Kaisers Josef II vollauf erfüllt.
Mit der Umsiedlung endete die Geschichte der Deutschen in Ostgalizien. Nach der Übernahme des Landes durch die Sowjetunion 1945 wurde der Ort in Sagornoje/Sahirne umbenannt und durch russische und ukrainische Bauern besiedelt.